# Ка Луизе (Венеција)
Ка Луизе (итал. Ca' Luise) је насеље у Италији у округу Венеција, региону Венето.
Према процени из 2011. у насељу је живело 38 становника. Насеље се налази на надморској висини од 7 м.